# Lee Sze Wing
Lee Sze Wing (Hongkong, 5 mei 2001) is een wielrenster uit Hongkong die zowel op de weg als op de baan rijdt.

## Carrière
Op de baan behaalde Lee haar eerste resultaten bij de Aziatische kampioenschappen in 2019, toen won ze brons op het omnium en reed ze naar de vierde plaats bij de ploegenachtervolging. Later zou ze op deze kampioenschappen vanaf 2023 verscheidene medailles winnen, waaronder goud op de scratch in 2025. Lee nam in 2020 voor het eerst deel aan de WK op de baan, die plaatsvonden in Berlijn. Ze eindigde als zeventiende op het omnium, haar eerste top tien plaats behaalde Lee in 2024 toen ze als zesde eindigde bij de scratch. Ze nam in 2024 deel aan de Olympische Zomerspelen, ze werd 20e op het omnium. Naast haar resultaten op de baan behaalde Lee sinds 2018 ook verschillende resultaten op kampioenschappen op de weg. In 2023 werd ze voor het eerst nationaal kampioene, ze zou deze titel later meermaals winnen net als de tijdrit. Ze reed in 2024 ook de wegwedstrijd op de Olympische Zomerspelen, ze finishte hier als 64e.

## Palmares

### Baanwielrennen
| Jaar      | HK         | AK                                                                 | WK                                                   | Overige                                                          |
| Als elite | Als elite  | Als elite                                                          | Als elite                                            | Als elite                                                        |
| --------- | ---------- | ------------------------------------------------------------------ | ---------------------------------------------------- | ---------------------------------------------------------------- |
| 2019      |            | omnium · 4e ploegenachtervolging                                   |                                                      |                                                                  |
| 2020      |            |                                                                    | 17e omnium                                           |                                                                  |
| 2021      |            |                                                                    |                                                      |                                                                  |
| 2022      |            |                                                                    | 14e ploegenachtervolging                             |                                                                  |
| 2023      |            | omnium · scratch · 4e koppelkoers · 5e ploegenachtervolging        | 17e omnium 20e scratch                               | Aziatische Spelen: · koppelkoers · omnium · ploegenachtervolging |
| 2024      |            | afvalkoers · scratch · koppelkoers · omnium                        | 6e scratch 13e afvalkoers 15e koppelkoers 15e omnium | Olympische Spelen: 20e omnium                                    |
| 2025      | afvalkoers | scratch · afvalkoers · koppelkoers · omnium · ploegenachtervolging |                                                      |                                                                  |

### Wegwielrennen
2018
 Hongkongs kampioene op de weg, junioren
 Hongkongs kampioenschap tijdrijden, junioren
 Aziatisch kampioenschap tijdrijden, junioren
2019
 Hongkongs kampioene op de weg, junioren
 Hongkongs kampioene tijdrijden, junioren
 Aziatisch kampioene op de weg, junioren
2023
 Hongkongs kampioene op de weg, elite
2024
 Hongkongs kampioene op de weg, elite
 Hongkongs kampioenschap tijdrijden, elite
 Aziatisch kampioenschap ploegentijdrit, elite
2025
Jongerenklassement Ronde van Thailand
 Hongkongs kampioene op de weg, elite
 Hongkongs kampioene tijdrijden, elite
 Aziatisch kampioenschap tijdrijden, elite
 Aziatisch kampioenschap ploegentijdrit, elite